# Francisco Roig Alfonso
Francisco Roig Alfonso o Paco Roig, como es popularmente conocido (Pueblo Nuevo (Valencia), 1939) es un empresario español. Pertenece a una importante saga empresarial valenciana que fundaron sus padres, Francisco Roig Ballester y Trinidad Alfonso Mocholí. Es el mayor de siete hermanos: Amparo, Vicente —fallecido—, Trinidad, Fernando, Juan y Alfonso -fallecido-. En la actualidad es presidente del Grupo Corporativo Roig. 
Desde 1994 hasta 1997 fue accionista mayoritario y presidente del Valencia Club de Fútbol.

## Vida
Francisco Roig entró en la empresa familiar en 1956, con 16 años. Fue el presidente más joven de la Asociación de Mataderos españoles. Con el cambio generacional se dedicó a los negocios agroalimentarios y a la inversión financiera. 
En 1979 marchó a África para dedicarse a la ganadería y a la exportación. De vuelta a España orientó su actividad a la inversión y a la promoción inmobiliaria. En 1994 accedió a la presidencia del Valencia Club de Fútbol, en la que permaneció hasta diciembre de 1997, tras presentar su dimisión. En 2005 adquirió el 38% del accionariado del Hércules Club de Fútbol de Alicante.
En lo que respecta a su vida personal, Francisco Roig ha contraído matrimonio en dos ocasiones. En 1962, con su primera esposa María Manuela Segarra. En la actualidad está casado con Magdalena Melchor.